# 2025년 조선민주주의인민공화국
다음은 2025년 조선민주주의인민공화국에서 일어난 사건 목록이다.

## 지도부
| 사진 | 직위                           | 이름   |
| ---- | ------------------------------ | ------ |
|      | 조선로동당 총비서              | 김정은 |
|      | 최고인민회의 상임위원회 위원장 | 최룡해 |
|      | 조선민주주의인민공화국의 총리  | 박태성 |

## 사건

### 1월
- 1월 6일 – 한국군 보고에 따르면, 북한이 동해를 향해 중거리 탄도 미사일을 발사한다.[1][2]
- 1월 11일 – 우크라이나는 러시아의 쿠르스크주에서 전투 중 북한군 병사 2명을 포로로 잡았다고 발표한다.[3]
- 1월 16일 – 여행사들이 코로나19 범유행으로 인한 장기 폐쇄 이후 국경 도시 라선시와 라진선봉 경제특구를 외국인 방문객에게 다시 개방한다고 발표한다.[4]

### 2월
- 2월 13일 – 대한민국 통일부 보고에 따르면, 북한이 금강산에 있는 6.25 전쟁으로 헤어진 가족들의 상봉을 주최하는 이산가족 상봉소의 철거를 시작한다.[5]
- 2월 27일 – 미국은 역사상 가장 큰 규모의 암호화폐 탈취 사건으로 알려진 가상화폐 거래소 바이비트에서 15억 달러 상당의 가상 자산 도난에 대한 책임이 북한에 있다고 공식적으로 비난한다.[6]
- 2월 28일 – 북한이 황해에서 전략 순항 미사일 시험 발사를 진행했다고 발표한다.[7]

### 3월
- 3월 27일 – 조선중앙통신사가 북한의 첫 공중조기경보통제기로 추정되는 사진을 공개한다.[8]

### 4월
- 4월 6일 – 코로나19 범유행으로 중단되었던 평양 마라톤이 2019년 이후 처음으로 개최된다.[9][10]
- 4월 8일 – 북한군 병사들이 DMZ 동부 구간의 한국 측으로 진입하여, 한국군의 경고 사격을 받고 퇴각한다.[11]
- 4월 25일 – 조선인민군 해군이 남포시에서 열린 행사에서 첫 구축함, 최현함을 진수한다.[12]
- 4월 28일 – 북한이 우크라이나와의 쿠르스크주 전투에 러시아군과 함께 싸우기 위해 군대를 보냈다고 인정한다.[13]

### 5월
- 5월 8일 – 북한이 원산시 인근 동해로 여러 발의 탄도 미사일을 발사한다.[14]
- 5월 21일 – 조선인민군 해군의 두 번째 구축함이 김정은 최고 지도자가 참석한 가운데 청진시에서 열린 진수식 중 손상된다.[15]
- 5월 22일 – 북한이 함경남도 선덕 인근 동해로 여러 발의 순항 미사일을 발사한다.[16]

### 6월
- 6월 5일 – 5월 21일 청진시에서 열린 첫 진수식 중 손상되었던 조선인민군 해군의 두 번째 구축함이 성공적으로 진수된다.[17]
- 6월 7일 – 북한에서 대규모 인터넷 서비스 장애가 보고된다.[18]
- 6월 11일 – 대한민국 국군은 남북한 간의 "신뢰 회복" 노력의 일환으로 DMZ를 통한 대북 확성기 방송을 중단한다.[19]
- 6월 25일 – 코로나19 범유행으로 5년간 중단되었던 북한발 첫 열차가 러시아, 모스크바의 야로슬랍스키 철도역에 도착한다.[20]

### 7월
- 7월 4일 – 북한 민간인 한 명이 대한민국 국군의 도움을 받아 DMZ를 넘어 남한으로 망명한다.[21]
- 7월 7일 – 원산시의 갈마 리조트가 첫 외국인 방문객을 맞이하며, 러시아 관광객 12명이 일주일간의 단체 여행으로 도착한다.[22]
- 7월 9일 – 한국이 해상 경계를 넘어 표류했던 북한 선박에 탄 북한 주민 6명을 송환한다.[23]
- 7월 13일 – 금강산이 유네스코에 의해 세계유산으로 지정된다.[24]
- 7월 18일 – 새로 개장한 원산갈마해안관광지 해변 리조트에 외국인 관광객의 출입이 금지된다.[25]

## 사망
- 2월 24일 – 정수일, 90세, 북한 스파이이자 탈북민.[26]
- 3월 31일 – 김신조, 82세, 북한 특수부대원(1·21 사태)이자 탈북민.[27]